# Actaea ludovicii
Actaea ludovicii là một loài thực vật có hoa trong họ Mao lương. Loài này được B.Boivin mô tả khoa học đầu tiên năm 1967.